# Malloussa
Malloussa (en àrab ملوسة, Mallūsa; en amazic ⵎⵍⵍⵓⵙⴰ) és una comuna rural de la província de Fahs-Anjra, a la regió de Tànger-Tetuan-Al Hoceima, al Marroc. Segons el cens de 2014 tenia una població total de 12.250 persones. Limita al nord amb la comuna d'Al-Ksar es-Seghir; a l'est, amb la comuna d'Anjra; al sud, amb la comuna de Jouamaa; i a l'oest, amb les comune de Laaouama i Al Bahraoyine